# Daniel Faraday
Il dottor Daniel Faraday è un personaggio della serie televisiva Lost, interpretato da Jeremy Davies. Fa parte del cargo arrivato sull'isola per salvare i dispersi del volo 815 della Oceanic Airlines. Fa il suo debutto nella quarta stagione della serie, nell'episodio L'inizio della fine.

## Prima dell'arrivo sull'isola
Nel 1996 Daniel Faraday lavorava al The Queen's College di Oxford conducendo esperimenti non autorizzati riguardanti il viaggio nel tempo.

Desmond Hume, intrappolato nel 1996 in un viaggio nel tempo mentale, gli fa visita in cerca di aiuto. Daniel gli dirà che deve trovare una costante tra le due realtà che sia in grado di trattenerlo nel suo tempo, altrimenti morirà.
Guardando un notiziario Daniel viene a conoscenza del ritrovamento del volo 815 della Oceanic Airlines e, senza sapere perché, piange.

Poco dopo questo episodio il fisico viene reclutato assieme a Charlotte Staples Lewis, Miles Straume, Frank Lapidus e Naomi Dorrit dal misterioso Matthew Abbadon per trovare l'isola.

## Dopo l'arrivo sull'isola
Daniel è il primo, dopo Naomi, ad incontrare i sopravvissuti del volo 815, arriva sull'isola il 23 dicembre 2004 lanciandosi con un paracadute dall'elicottero pilotato da Lapidus.
Si dimostrerà il più disponibile tra i componenti dell'equipaggio della spedizione a collaborare con i sopravvissuti.
Dopo che la nave esplode per mano di Keamy, Dan porta i sopravvissuti che stava portando alla nave sulla spiaggia; dopo il suo ritorno trova tutti nell'entroterra dove prima era stato allestito il loro "rifugio provvisorio", ora sparito. Daniel dice che non è affatto sparito bensì che non era stato ancora costruito. Il campo è sparito a causa del continuo dislocamento temporale che l'isola sta attraversando da quando Ben ha girato la ruota sotto l'Orchidea.
Egli morirà alla fine dell'episodio Costanti e variabili ucciso da una ragazza nel 1977, che risulta essere sua madre da giovane.

## Il nome
Daniel porta il nome del fisico e chimico britannico Michael Faraday, scopritore dell'omonima legge e dell'omonimo effetto.

## Episodi dedicati a Daniel
| Stagione | Titolo italiano      | Titolo originale | Tipo di flash |
| -------- | -------------------- | ---------------- | ------------- |
| 4        | Morte accertata      | Confirmed Dead   | flashback     |
| 5        | Costanti e variabili | The Variable     | flashback     |

| Controllo di autorità | Europeana agent/base/18216 |